# Proteste im Iran 2017/2018
Die Proteste im Iran 2017/2018 (persisch تظاهرات ۱۳۹۶ ایران) waren landesweite Proteste, die aufgrund wirtschaftlicher Probleme in Maschhad begannen und um politische Forderungen ergänzt wurden. Als Gründe wurden wirtschaftliche Unzufriedenheit und fehlende politische Veränderungen genannt. Die überraschenden überregionalen Proteste um die Jahreswende 2017/2018 mit zehntausenden von Teilnehmern galten als die größten seit denjenigen nach den iranischen Präsidentschaftswahlen 2009.

## Hintergründe
In sozialen Netzwerken war von religiösen Hardlinern in Maschhad zu einer Demonstration gegen die Wirtschaftspolitik von Hassan Rohani aufgerufen worden. Der Ajatollah Ahmad Alamolhoda, Freitagsprediger in Maschhad und Vertreter des Obersten Religionsführers Ali Chamenei in der Provinz Razavi-Chorasan, soll der Demonstration zugestimmt haben. Der Hintergrund wird bei Alamolhodas Schwiegersohn, dem ultrakonservativen Ebrahim Raissi vermutet, der bei der Präsidentschaftswahl 2017 als Herausforderer Rohani unterlegen war. Ebrahim Raissi ist seit März 2016 Aufsichtsratsvorsitzender der größten Stiftung (und größten Grundbesitzers) des Iran, Astana Quds Rezavi, und wird als möglicher Nachfolger von Ali Chamene’i angesehen.
Die Zusammensetzung der demonstrierenden Akteure war eine andere als 2009, die Demonstranten vor allem jünger und das Frustrationspotenzial höher. Die Arbeitslosenquote unter jungen Leuten liegt nach Schätzungen bei etwa 24 Prozent. Der zuletzt vorgelegte Haushaltsplan Rohanis sieht weiterhin Einschnitte bei Hilfsprogrammen für Arme vor, in Übereinstimmung mit Empfehlungen von IWF und Weltbank. Hinzu kommen Wassermangel und Dürre, vor allem außerhalb der großen Städte, worunter diejenigen stark leiden, die mit Landwirtschaft ihr Einkommen zu erwirtschaften versuchen. Zurzeit leben etwa 11 Millionen Menschen in Iran unter der Armutsgrenze von umgerechnet 250 €.
Ende 2017 veröffentlichte die Regierung Rohani Zahlen über einzelne Positionen im Staatshaushalt. Die größten Posten im Haushalt sind Gelder für religiöse Institutionen und Stiftungen sowie für Militär und die Revolutionsgarde. Subventionen wie zum Beispiel für Benzin – aktuell kostet der Liter Benzin 0,36 US-Dollar – sollen in Zukunft entfallen. Über soziale Medien erhielten die Bürger zudem Informationen über Korruption, Verschleierung und Vetternwirtschaft. Das 2016 in Kraft getretene Abkommen über das Iranische Atomprogramm hat für den normalen Bürger keine Verbesserung gebracht. Trotz Aufhebung der Sanktionen hinderten die USA, insbesondere unter der Präsidentschaft von Donald Trump, internationale Banken und Großunternehmen Geschäfte in und mit dem Iran zu tätigen.

## Orte
Seit 2009 waren zum Jahreswechsel 2017/2018 erstmals wieder landesweite Proteste gegen das iranische Regime erfolgt. Anders als 2009 waren Protestierende verhältnismäßig häufiger in ärmeren ländlichen Gegenden auf der Straße als in den Metropolen. In mittelgroßen Städten und kleinen Orten demonstrierten eher einige Hunderte, maximal waren es um die 1000 Protestierende.
Zu den Protestorten zählten Nischapur, Kaschan, Kerman, Kermānschāh, Kāschmar, Rascht, Isfahan, Arak, Bandar Abbas, Ardabil, Qazvin, Hamadan, Sāri, Bābol, Amol, Shahin Shahr, Schahr-e Kord, Schiras, Chorramabad, Zandschan, Gorgan, Zahedan, Urmia, Dorud, Yazd und Schahrud.

## Ablauf der Proteste

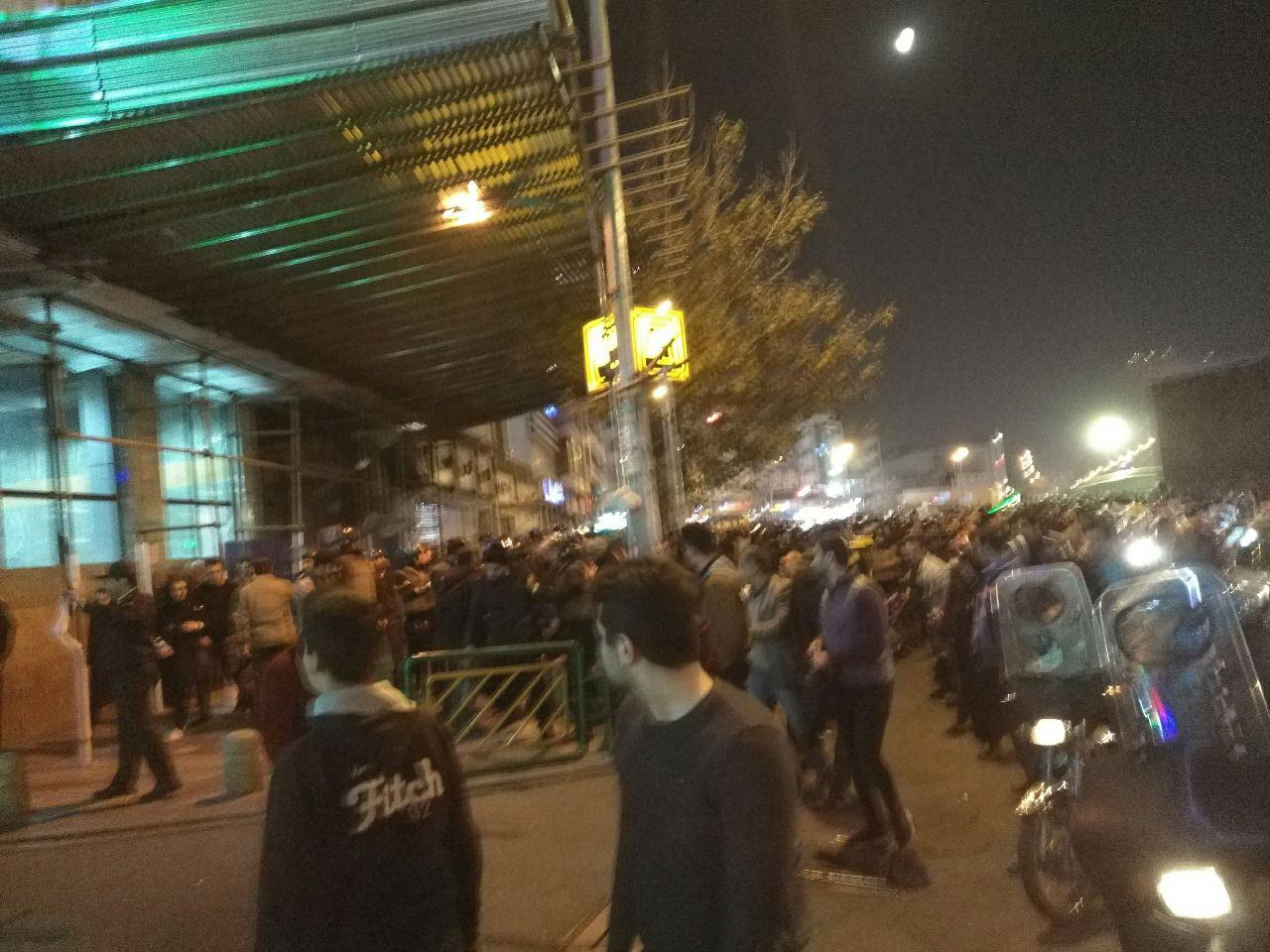
Proteste am 31. Dezember in Teheran.

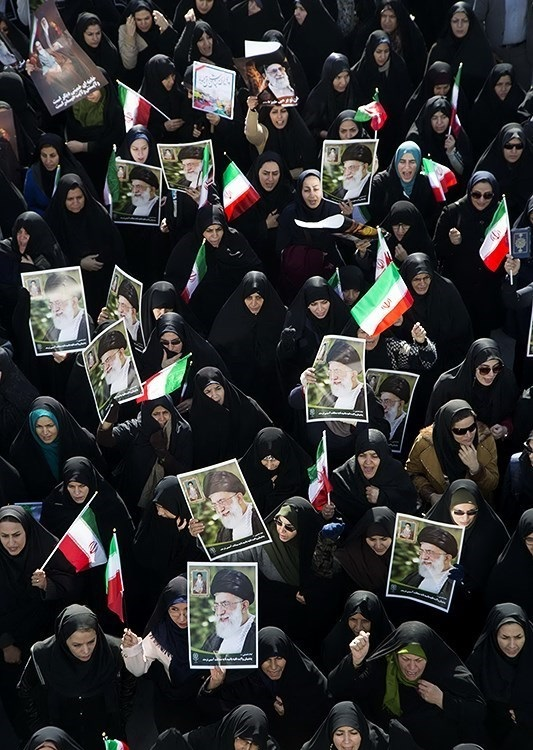
Gegendemonstration in Chorramabad mit Poster des Führers Ali Chamene’i.

Am 28. Dezember 2017 kam es in Maschhad zu Protesten wegen Korruption und steigender Preise sowie der kostspieligen Beteiligung des Iran an den Konflikten in Syrien und Irak. Die Demonstranten riefen: „Nicht Gaza, nicht Syrien, nicht Libanon, wir opfern uns nur für den Iran“. Auch „Wir wollen die Islamische Republik nicht“, „Tod für Rohani“ und „Tod dem Diktator“ waren zu hören. Auslöser der ersten Proteste sollen gestiegene Preise für Eier und für Geflügelprodukte gewesen sein. Die Demonstrationen weiteten sich schon am 29. Dezember auf die Städte Kermānschāh, Schiras, Sāri, Rascht, Qazvin, Qom, Isfahan, Ahvaz und Hamadan aus.
Einen Tag später, am 30. Dezember, demonstrierten an der Universität Teheran viele Studenten. Laut der halbamtlichen Nachrichtenagentur Fars warfen sie Steine auf Polizeibeamte und riefen „Tod dem Diktator“. Gemeint war das geistliche Oberhaupt Ali Chamene’i. Außerdem stürzten die Demonstranten eine überlebensgroße Statue des Obersten Religionsführers. In der Nacht zwischen 30. und 31. Dezember kamen laut Regierungsangaben zwei Menschen bei den Protesten ums Leben. Sie seien bei Zusammenstößen in der Stadt Dorud gestorben, erklärte der stellvertretende Gouverneur der Provinz Lorestan, Habibollah Chodschastehpur, im Fernsehen. Die Parolen, die die Demonstranten an diesem Tag riefen, lauteten: „Die Menschen betteln, die Kleriker verhalten sich wie Götter“ und „Tod den Taliban“ (marg bar taliban). Damit sind die schiitischen Kleriker gemeint.
Am 1. Januar 2018 kam der Sicherheitsausschuss des Parlaments Madschles zu einer Krisensitzung in der Hauptstadt Teheran zusammen. Der Innenminister Abdolreza Rahmani Fazli begründete dies damit, dass es sich nicht mehr um Proteste handele, sondern um einen Volksaufstand. Die Polizei werde und müsse konsequent eingreifen. In Kermānschāh wurde laut Bild.de dann am 2. Januar 2018 nachts ein Posten der Verkehrspolizei in Brand gesteckt. Verletzt worden sei niemand.
Die iranische Regierung organisierte eine Woche nach Beginn der Demonstrationen, am 3. Januar 2018, landesweite Gegenkundgebungen. Bei allen Demonstrationen wurden demonstrative Mottos gegen USA, Israel und Saudi-Arabien erhoben. Die Führung der Revolutionsgarde erklärte indes, dass die Reihe der Proteste gegen die Regierung beendet sei.
Die iranische Regierung reichte beim UN-Sicherheitsrat Beschwerde über die US-Regierung ein, weil deren Einmischung Demonstranten zu einem Umsturz ermutigen solle.

## Proteste außerhalb des Iran

### Österreich
In Österreichs Hauptstadt Wien kamen am 1. Januar 2018 mehr als 100 Menschen auf dem Stephansplatz zusammen, um gegen das iranische Regime zu demonstrieren. Außerdem riefen sie: „Tod der Diktatur“.

### Deutschland
Vor dem iranischen Generalkonsulat in Hamburg gingen am Nachmittag des 2. Januar 2018 bis zu 750 Demonstranten auf die Straße. Das Motto der von der Arbeiterkommunistischen Partei angemeldete Kundgebung war „Freiheit für den Iran“. Am 3. Januar demonstrierten 70 bis 75 Anhänger des Nationalen Widerstandsrats Iran vor dem Brandenburger Tor in Berlin. In Köln gingen am 3. Januar ebenfalls Demonstranten auf die Straße. Am 7. Januar versammelten sich bis zu 1300 Menschen des Nationalen Widerstandsrats Iran am Pariser Platz in Berlin, um ihre Solidarität mit den Protesten im Iran zum Ausdruck zu bringen.

## Reaktionen

### Inland
Das Staatsfernsehen betonte, dass die Iraner das Recht hätten, gegen Arbeitslosigkeit, hohe Lebensmittelpreise, aber auch Inflation zu protestieren. Sobald es aber politisch werde, könne es gefährlich werden. Die Proteste, die am Donnerstag, den 28. Dezember 2017, mit Demonstrationen gegen Inflation und iranische Wirtschaftspolitik begannen, seien später deutlich regimekritisch und gegen die Regierung gerichtet.
Der iranische Innenminister Abdolreza Rahmani Fazli drohte den Regimekritikern und Beteiligten laut Nachrichtenagentur ISNA mit den Worten: „Diese Versammlungen sind illegal, das können und werden wir nicht mehr dulden.“ Bei weiteren Ausschreitungen müsse die Polizei konsequent einschreiten. Zum Ausmaß der Proteste teilte er mit, dass „höchstens 42.000 Personen beteiligt waren“, und das sei keine hohe Anzahl.
In einer seiner Mitteilungen erklärte Präsident Hassan Rohani, dass die Probleme der Demonstranten gehört wurden; der Iran sei „ein freies Land und daher haben die Menschen auch ein Recht auf Meinungsfreiheit“. Er warnte vor „Ausschreitungen, die die Sicherheit des Landes und Volkes gefährden“. Rohanis Vizepräsident, Eshagh Dschahangiri, machte religiöse Hardliner für die Proteste verantwortlich, die die Proteste in Maschhad angeheizt haben sollen, um dem eher moderaten Präsidenten zu schaden.
Für den obersten Religionsführer Ali Chamene’i waren, nach einer im Staatsfernsehen veröffentlichten Erklärung, die Proteste von „ausländischen Mächten“ gesteuert. Der Freitagsprediger von Teheran, Ajatollah Ahmad Chatami, bezeichnete die Proteste als „amerikanisch-israelische Verschwörung“.
Für den iranischen Admiral und Sekretär des Nationalen Sicherheitsrats Ali Schamchani waren die Proteste ein „Stellvertreterkrieg“. Nach den Analysen des Sicherheitsrates seien 27 Prozent aller neuen Hashtags von der saudischen Regierung generiert worden.

### Ausland
Während die Europäische Union das Recht auf Meinungs- und Demonstrationsfreiheit forderte, mahnte der UN-Generalsekretär António Guterres das Recht auf Meinungs- und Versammlungsfreiheit an. Die deutsche Bundesregierung sowie das Auswärtige Amt appellierten, die Menschenrechte zu achten. Das Bündnis 90/Die Grünen und ihr außenpolitischer Sprecher Omid Nouripour forderten außerdem von der deutschen Bundesregierung deutlichere Worte gegenüber dem Iran. Der französische Präsident Emmanuel Macron rief aber Rohani zur Zurückhaltung auf. Während des Telefongesprächs forderte Rohani Maßnahmen gegen die in Frankreich residierende Volksmudschahedin, die die Proteste anschürten; während Israel die Demonstrationen begrüßte und der damalige Israels Ministerpräsident Benjamin Netanjahu die Demonstranten als „Helden“ begrüßte.
Das russische Außenministerium hoffte auf eine Deeskalation im Iran. Denn die Einmischung des Auslandes destabilisiere das Land. Das syrische Außenministerium stellte die Proteste als „Verschwörung der USA und Israels“ dar. Beide Länder spielten bei der Destabilisierung der Region eine „zerstörerische Rolle“.
Das türkische Außenministerium zeigte sich besorgt bezüglich der Ausschreitungen und forderte eine sofortige Lösungssuche. Ebenso forderte auch der damalige britische Außenminister Boris Johnson Debatte mit dem Iran. Der US-Präsident Donald Trump kritisierte allerdings per Twitter die Internetsperre als „nicht gut“ und die US-Regierung betonte übrigens eine friedliche Meinungsäußerung in der Silvesternacht.

## Pressestimmen

### Deutschsprachig
Während die Frankfurter Allgemeine Zeitung diese landesweiten Proteste „weder als Revolution noch als große, neue Oppositionsbewegung“ bezeichnete, vermutete Stuttgarter Zeitung dass „dieses mal das Volk sich stärker an die Proteste beteiligten, als im Jahre 2009“. Unabhängig von Protesten und Unruhen formulierte Augsburger Allgemeine aber, dass „Iran, seine Rolle neu definieren müsse.“ Eher zurückhaltender kommentierte der Frankfurter Rundschau, dass „man allerdings nicht weiß, wie es überhaupt weitergehen könnte“. Der Zürcher Tages-Anzeiger warnte allerdings, dass „das Schweigen gegen das Gewalt während der Proteste keine gute Option ist.“ Der Standard aus Wien, versicherte auch, dass „diese Proteste, auch laut Experten, zu in keinerlei absehbarer Zeit zu einem Umsturz führen könnten“.

### International
Die dänische Zeitung Politiken warnte Iran vor „Unterdrückung an hohes Potenzial“. The Times aus Großbritannien forderte Europa an einer „Überdenkung der Iran-Politik“. Außerdem vermutete De Telegraaf aus Niederlande ebenfalls, dass „ein hartes Durchgreifen der Regierung zu einem Verlust internationaler Unterstützung sowie zu mehr Anfechtung der Unruhen im Land durchführen“ könnte. Die türkische Sabah „verglich“ die Proteste mit dem Gezi-Proteste in der Türkei im Jahre 2013.

## Zensur und Sperrungen des Internets
Viele Iraner hatten in den ersten Tagen der Proteste allgemein keinen Internetzugang, da dieser durch die Behörden gesperrt worden war. Am 31. Dezember 2017 sperrte die iranische Regierung auch die sozialen Netzwerke Telegram und Instagram für den mobilen Zugang. Telegram ist über VPN erreichbar und wird viel genutzt.
Während der Proteste stieg die Anzahl der Tor-Benutzer.